# Bombycidae
I Bombicidi (Bombycidae Latreille, 1802) sono una famiglia di Lepidotteri, che annovera 185 specie, diffuse in tutto il mondo.

## Descrizione

### Adulto
Le falene di questa famiglia presentano di regola un corpo tondeggiante e molto peloso. Le parti boccali sono atrofizzate, in quanto in questo taxon gli adulti non si alimentano.

Nelle ali anteriori, l'apice è spesso leggermente uncinato (Carter, 1993).

### Larva
Il bruco è solo apparentemente liscio, ma ad un'osservazione più attenta, rivela una pelosità densa e fine; di solito abbastanza rigonfio nella parte anteriore, mostra un unico cornetto caudale carnoso (Carter, 1993).

### Pupa
La crisalide è rivestita di un bozzolo sericeo, spesso di rilevante valore economico, come nel caso della specie più nota, il Baco da seta o Bombice del moro (Bombyx mori) (Chinery, 1987).

## Distribuzione e habitat
L'areale della famiglia copre tutti i continenti, ma con una forte predominanza dell'Ecozona orientale, di cui è originaria (Carter, 1993).

## Biologia
Gli adulti sono attivi durante la notte. I maschi vengono attirati, grazie a sensibilissimi recettori posti sulle antenne, da feromoni sessuali liberati da speciali ghiandole, poste nell'addome delle femmine.

### Alimentazione
I bruchi parassitano soprattutto piante delle famiglie Urticaceae e Moraceae (Carter, 1993).

## Tassonomia

### Sottofamiglie

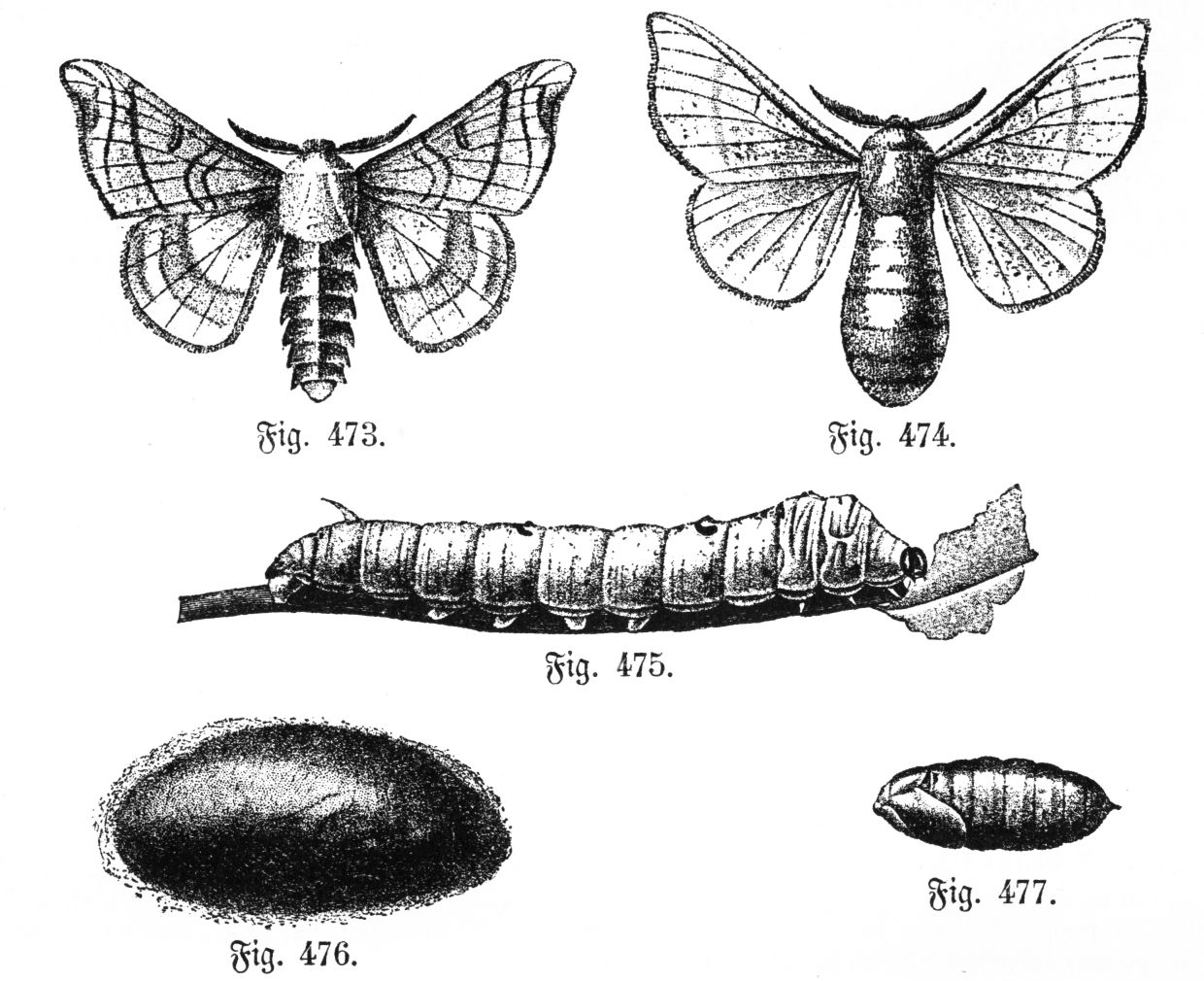
Le fasi dello sviluppo di Bombyx mori

La sistematica interna di questo taxon è molto incerta e discussa; vengono riconosciute due sottofamiglie, per un totale di trentuno generi:
- Sottofamiglia Bombycinae Latreille, 1802
  - Genere Bombyx Linnaeus, 1758
  - Genere Colla Walker, 1865
  - Genere Gunda Walker, 1862
  - Genere Ocinara Walker, 1856
  - Genere Quentalia Schaus, 1929
- Sottofamiglia Prismostictinae Butler, 1880
  - Genere Andraca Walker, 1865
  - Genere Mustilia Walker, 1865
  - Genere Oberthueria Kirby, 1892
  - Genere Prismosticta Butler, 1880
- Incertae sedis
  - Genere Bivincula Dierl, 1978
  - Genere Bivinculata Dierl, 1978
  - Genere Clenora Swinhoe, 1899
  - Genere Dalailama Staudinger, 1896
  - Genere Ectrocta Hampson, 1893
  - Genere Elachyophtalma Felder, 1861
  - Genere Ernolatia Walker, 1862
  - Genere Gnathocinara Dierl, 1978
  - Genere Hanisa Moore, 1879
  - Genere Moeschleria Saalmüller, 1890
  - Genere Napreda Walker, 1855
  - Genere Norasuma Moore, 1872
  - Genere Penicillifera Dierl, 1978
  - Genere Pseudandraca Miyata, 1970
  - Genere Rondotia Moore, 1885
  - Genere Trilocha Moore, 1860
  - Genere Triuncina Dierl, 1978
  - Genere Vinculinula Dierl, 1978

Tuttavia altre fonti riportano anche una terza sottofamiglia (Apatelodinae), di norma elevata al rango di famiglia (vedi Apatelodidae), ed una quarta sottofamiglia (Oberthuerinae), dai più considerata una tribù delle Prismostictinae (Oberthuerini).

### Sinonimi
Non sono stati riportati sinonimi.

### Alcune specie
- Bombyx mori (Linnaeus, 1758) - Baco da seta
- Gunda ochracea Walker, 1862
- Ocinara ficicola Westwood & Ormerod, 1889
- Penicillifera apicalis (Walker, 1862)
- Theofila religiosae (Helfer, 1837) - Baco da seta indiano

## Iconografia

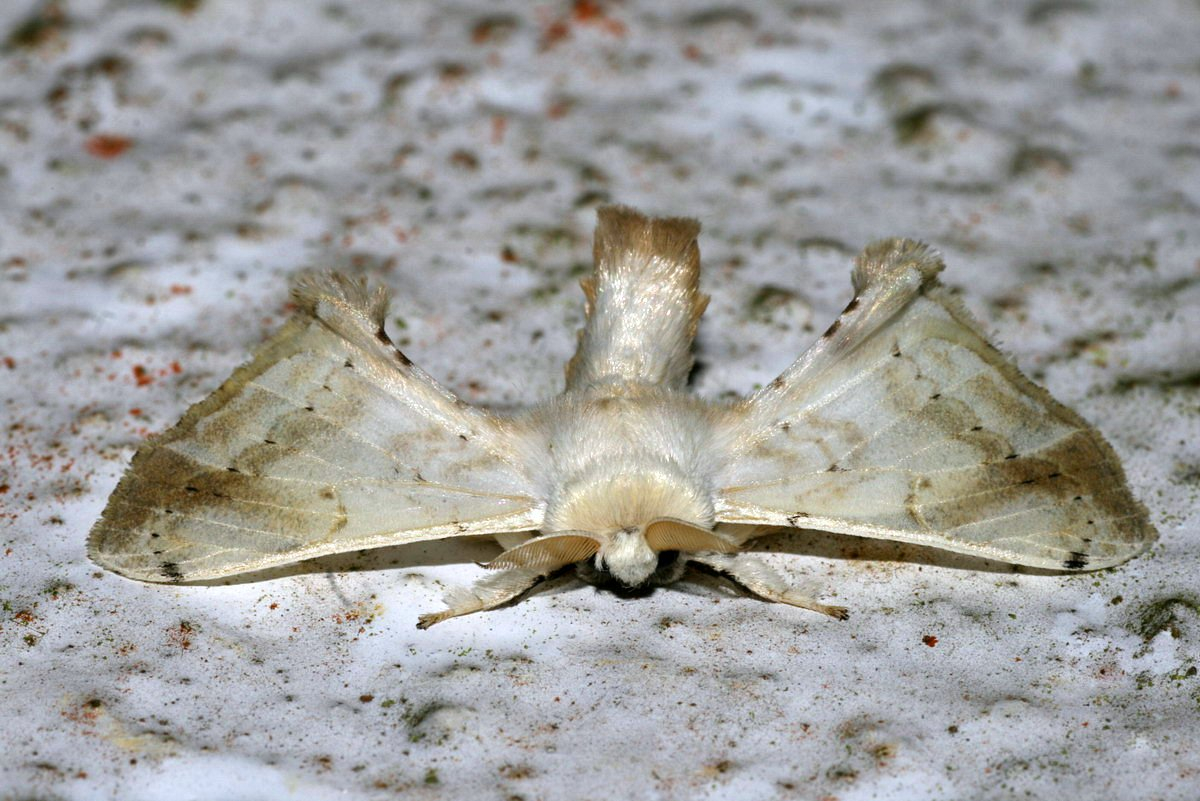
Ernolatia moorei
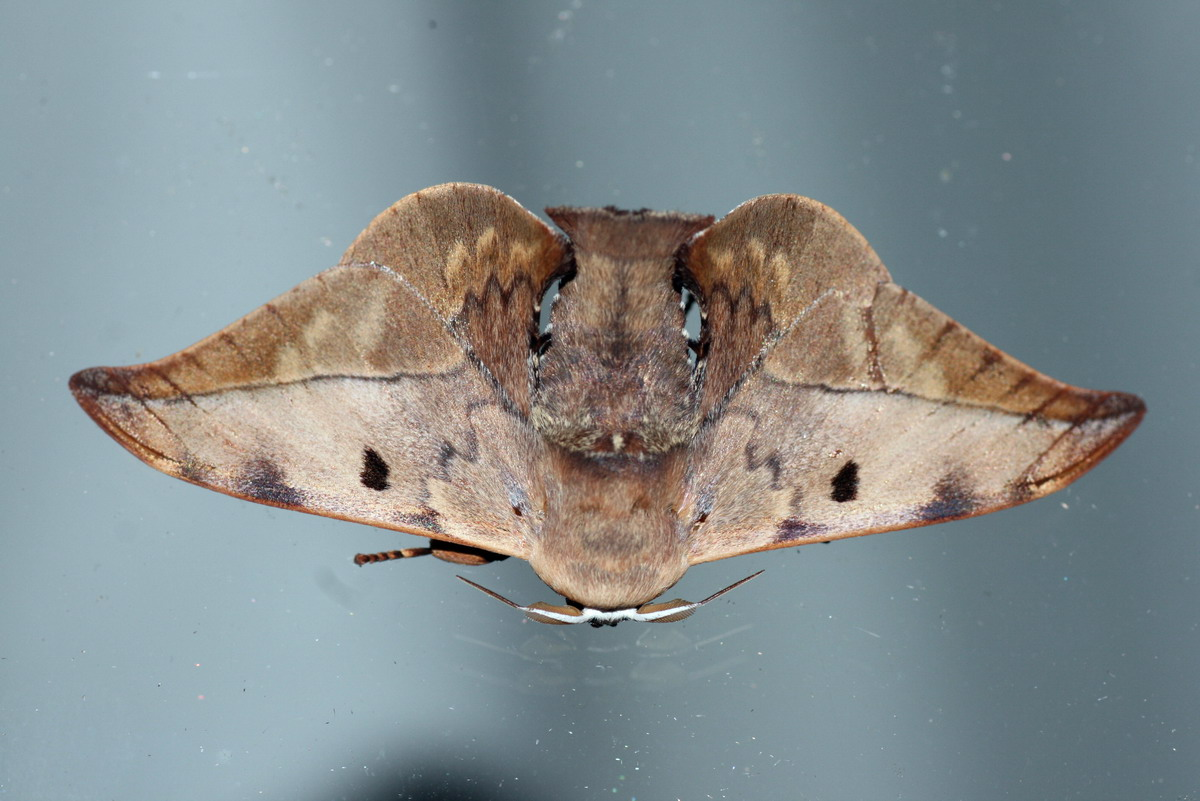
Mustilia dierli
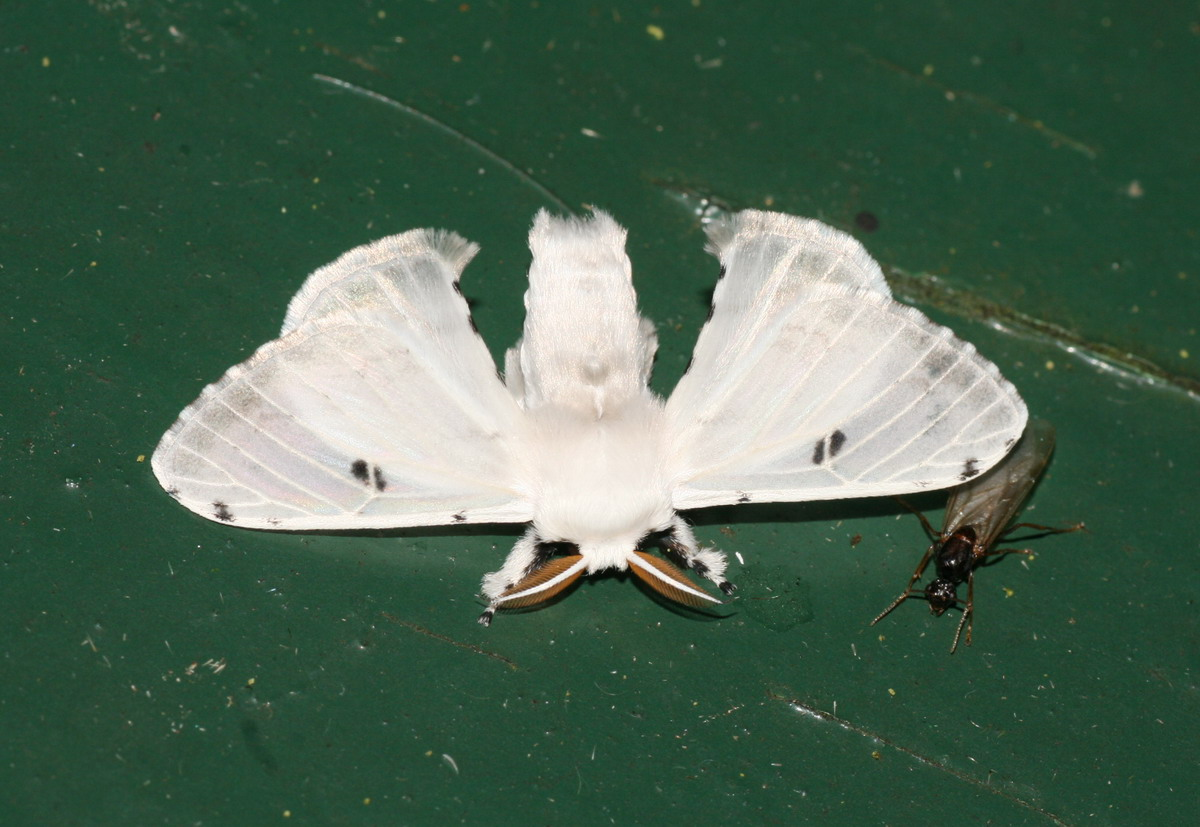
Penicillifera apicalis